# Josep Majó i Ribas
Josep Majó i Ribas   (Barcelona, 25 de novembre de 1866 - Barcelona, 12 de gener de 1950) fou un arquitecte modernista català.

## Biografia

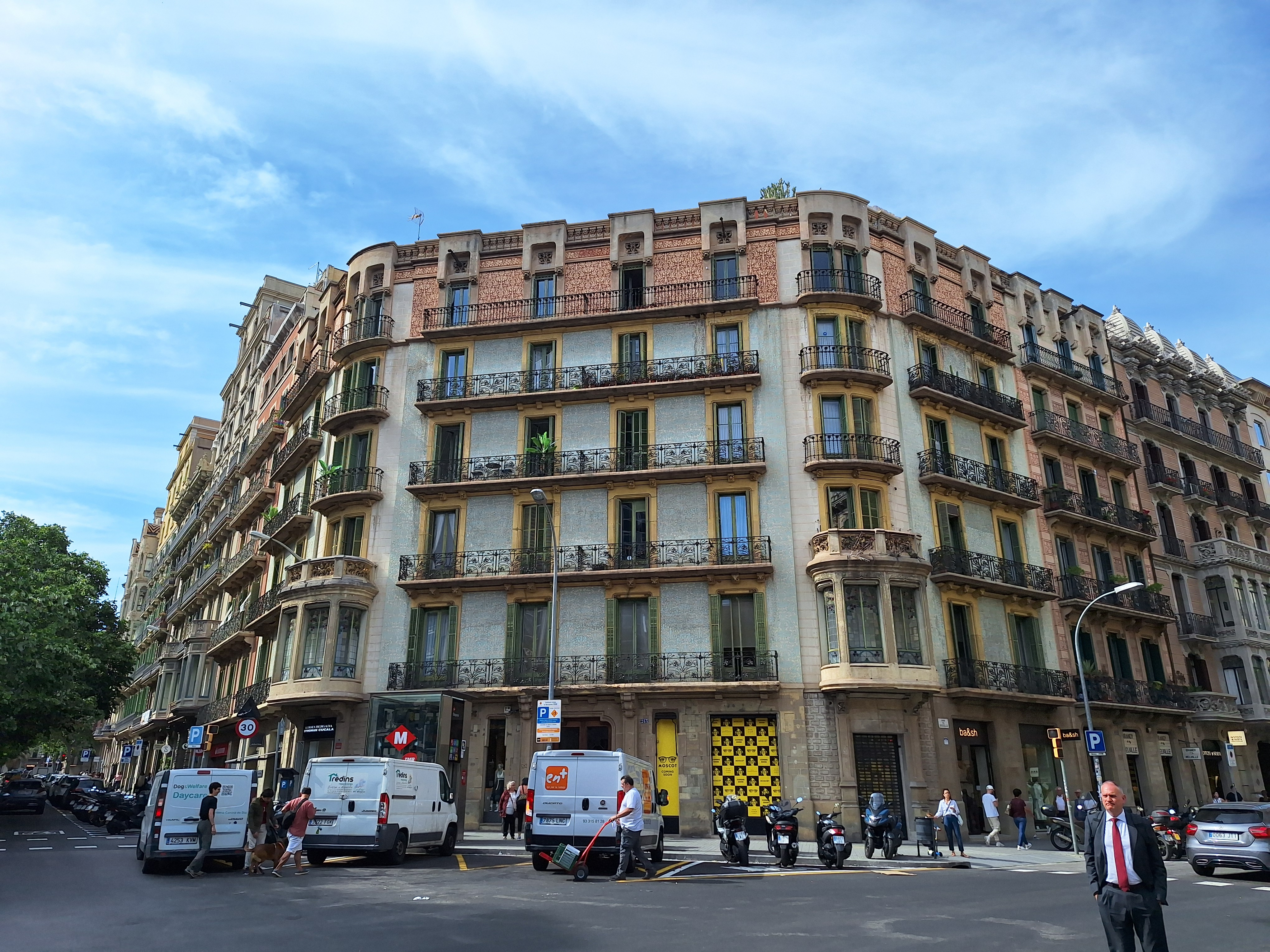
Cases Godó-Lallana

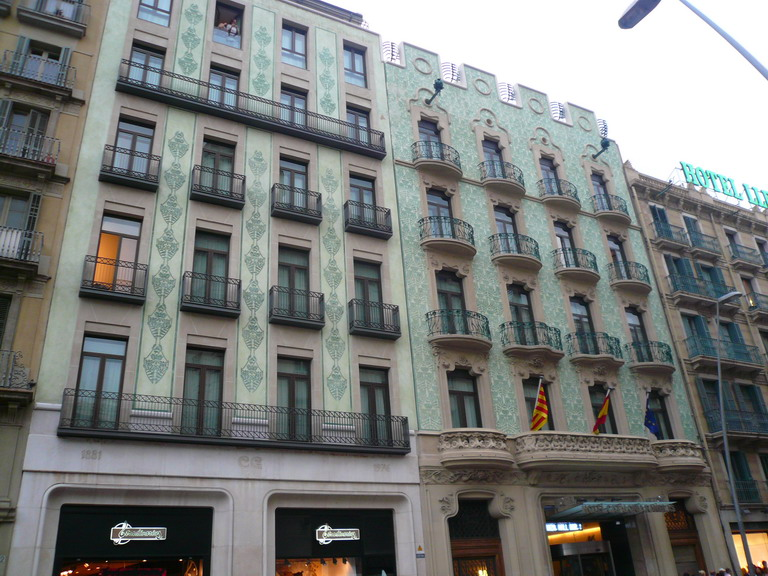
Edifici La Vanguardia

Va néixer a Barcelona el 25 de novembre de 1866, fill de Isidor Majó i Carné paleta natural de Cervelló i de Teresa Ribas Plà natural de Barcelona.
Titulat el 1893, va ser company de promoció d'Eugeni Campllonch i Parés, Domènec Boada i Piera, Modest Feu i Estrada, Isidre Gili i Moncunill, Joan Rubió i Bellver i Adolf Ruiz i Casamitjana entre d'altres. Entre les seves obres destaquen les cases Godó-Lallana a la Rambla de Catalunya i el carrer de Rosselló (1900) i l'edifici La Vanguardia al carrer de Pelai de Barcelona (1903), la remodelació de Can Godó a Teià o el Panteó de Carles Godó i Pié, totes vinculades amb la seva amistat amb la família Godó. També destaquen altres edificacions com la Casa de la Vila de Capellades (1902) o la Casa Isidor Majó (1894) a Barcelona.